# オチキス 25mm対戦車砲
オチキス 25mm対戦車砲（仏語:Canon léger de 25mm antichar SA-L）とは、1930年代初期にフランス軍に採用された小型の対戦車砲である。第二次世界大戦ではフランス軍を始めとする様々な国々で使用された。

## 概要
25mm対戦車砲が採用される以前、フランス軍は第一次世界大戦で使用されたピュトー37mm歩兵砲を対戦車任務に当てていたが、この砲は様々な理由から対戦車砲として不向きであることが分かった。
そんな中、オチキス社は1926年に25mm対戦車砲を開発してフランス陸軍に売りこんだ。この対戦車砲は重量480kgと軽量であり、かつ25mmという口径も当時の戦車の装甲を考慮すれば十分であったために採用されることとなった。
最初の生産型はm/34またはSA 34と呼ばれ、その数年後に発展型のm/37またはSA 37が生産された。両方ともに開脚式の砲架、漏斗型の消炎器などの共通した特徴を持っているが、SA 37はピュトー工廠（Atelier de Construction de Puteaux, APX）で設計された軽量砲架を採用し、防盾は輸送時に折りたためるようヒンジがついている、また車輪が変更されているといった相違点がある。
砲身を47.2口径に短縮した車載型のSA 35も開発され、パナール 178やルノーAMR35（ZT-2（一人乗り旋回砲塔方式）、ZT-3（車体前部右側固定方式））といったフランス製の装甲車や戦車に搭載された。

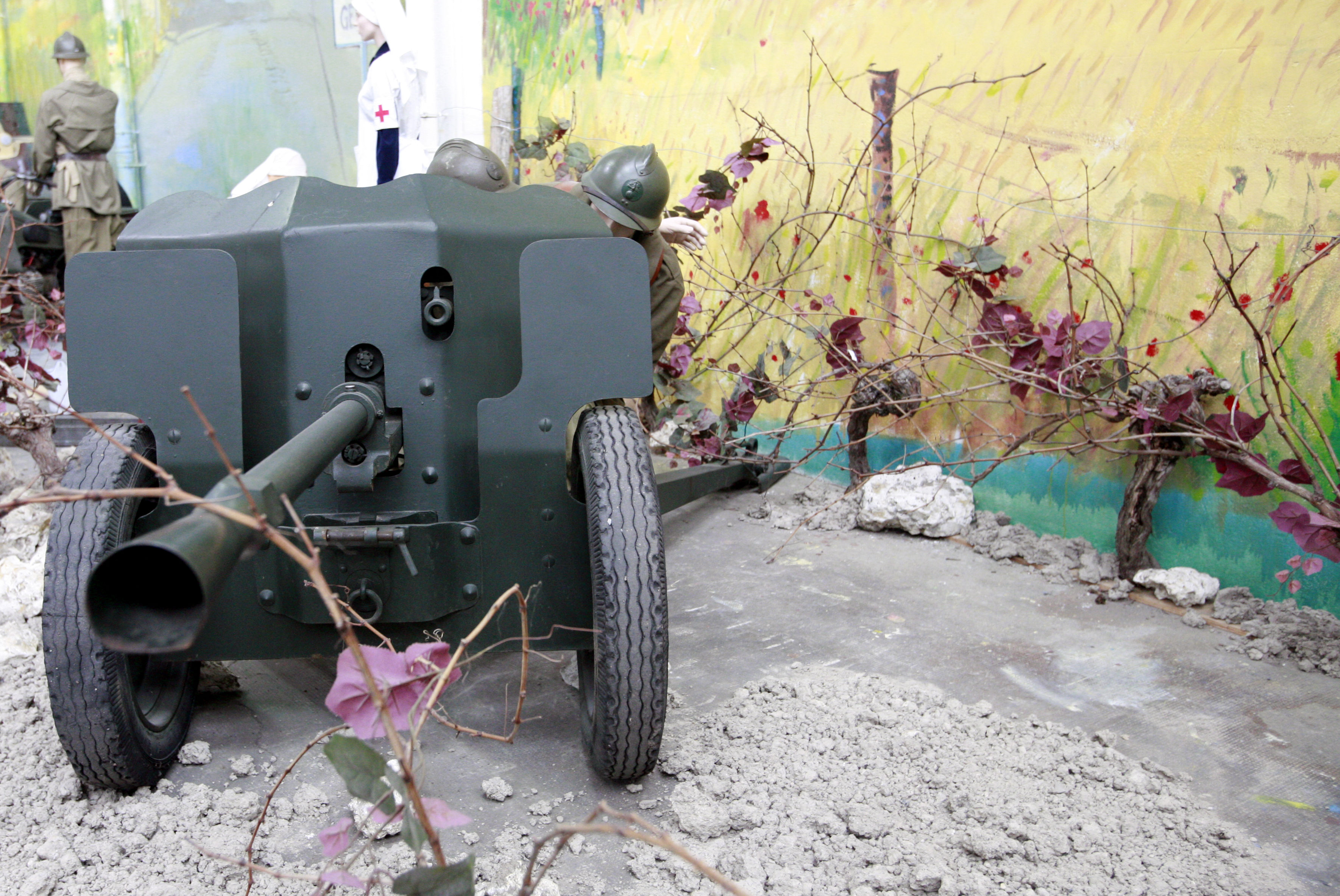
m/34(SA 34)
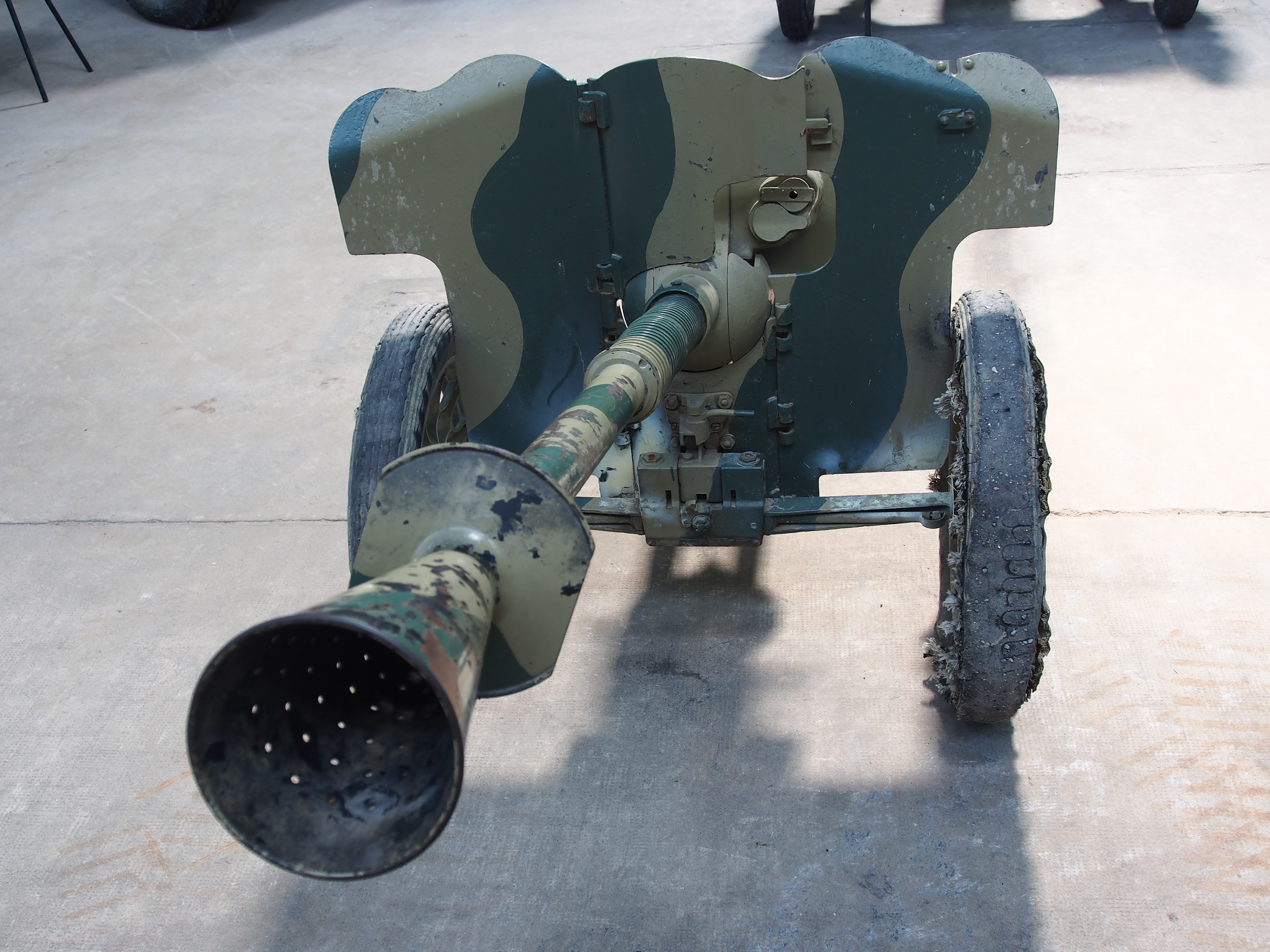
m/37(SA 37)

## 運用
25mm対戦車砲は砲口初速が900m/秒、タングステンを弾芯に用いた場合砲口初速950m/sで60度に傾斜した30mmの装甲板を打ち抜く能力があった。このように大型の対戦車ライフルとでも言うべきような能力では、開戦時に於いてすら十分な性能とは言えなかった。ただし、その小ささと発砲炎が目立たない事により隠蔽状態でこの砲を発見するのは困難であった。
1940年1月、フィンランド政府は前年11月にソ連との間に冬戦争が勃発したことを受けてフランスから50門の25mm対戦車砲SA 37と25,000発の砲弾を購入する事を決定した。最初の40門は1月22日にフランスを立ち、第一線に配備され、3門が戦闘で失われた。しかし、残りの10門はドイツ軍のノルウェー侵攻により、ドイツ軍により鹵獲され、フィンランドに届く事はなかった。
その4ヶ月後に始まったドイツ軍のフランス侵攻に於いて、25mm対戦車砲はフランス軍だけでなく対戦車砲が不足していたイギリス軍でも使用されたが、評判はあまり良くなかった。フランス侵攻を通じて多くの25mm対戦車砲を鹵獲したドイツ軍は「2.5cm Pak 112(f)」の形式名を与えて使用した。鹵獲された25mm対戦車砲の内の一部は、北アフリカのイタリア軍でもゾロターン S-18/1000 対戦車ライフルの代替として、「cannone da 25/72」の形式名で使用された。ドイツ軍は鹵獲した25mm対戦車砲の内、200門（SA 34が133門、SA 37が67門）を、冬戦争と継続戦争の間の休戦期間に、フィンランドに売却した。フィンランド軍ではそれぞれ「25 PstK/34」と「25 PstK/37」の形式名を与えて、1943年まで第一線で使用した。
この他には、1935年にアメリカ陸軍が25mm対戦車砲を評価のため購入している。
なお、日本海軍が九六式二十五粍高角機銃の開発の原型としたのは同じメーカー製の対空機関砲で、本砲との直接の関係はない。

## 登場作品
『R.U.S.E.』
フランスの対戦車砲として登場。
『バック・トゥ・ザ・フューチャー』
1955年のヒルバレー裁判所前の敷地に展示されている。